# نهائي الدرع الخيرية 1929
نهائي الدرع الخيرية 1929 هي النسخة السادسة عشر من الدرع الخيرية. لعبت المباراة بتاريخ 7 أكتوبر 1929 على ملعب ذا أولد دين، بين فريق المحترفين وفريق الهواة. فاز فريق المحترفين باللقب بعد فوزه على فريق الهواة بنتيجة 3–0.

## المباراة
| المحترفين            | 3–0   | الهواة |
| -------------------- | ----- | ------ |
| سِيد · شاندلير · بايس | [ 1 ] |        |